# Inofficiella folkomröstningen om rusdrycksförbud i Sverige 1909
Den inofficiella folkomröstningen om rusdrycksförbud i Sverige 1909 var en av Sveriges nykterhetssällskaps representantförsamling arrangerad namninsamling (kallad "folkomröstning"), om  allmänt rusdrycksförbud. "Folkomröstningen" skedde samtidigt som svenska staten hade infört kraftiga restriktioner på försäljning av alkohol, vilket gynnande dem som förespråkade ett rusdrycksförbud.

## Genomförande
Namninsamlingen utfördes av lokala nykterhetsorganisationer i landskommunerna genom att nykterhetsvänner besökte invånarna och frågade om de ville skriva på en lista om allmänt rusdrycksförbud. Sveriges nykterhetssällskaps representantförsamling lyckades nå ut till alla utom 200 av 2500 landskommuner varav hälften av de 200 var i Skåne. Invånarna kunde anteckna ett ja till ett allmänt rusdrycksförbud eller ett anteckna ett nej till rusdrycksförbudet. På grund av formuleringen av dessa formuleringar så var det många som vägrade att sätta sitt namn på listan. Andra anledningar som folk vägrade att skriva under inkluderar: att prästen hade övertalat dem att inte signera, folk som trodde att namninsamlingen skulle leda till högre skatter, folk som trodde att de skrev upp sig för att gå med i en arbetarförening och tre bönder som vägrade eftersom arbetare hade skrivit upp sina namn. I vissa orter var det upp till 2/3 som vägrade att skriva sina namn på listan. Den fulla utsträckningen över hur många personer som blev tillfrågade om de ville skriva under är inte känt. Personerna som gick ut med listorna tillfrågade primärt uttalade nykterister om de ville skriva på. Efter att namnen hade samlats in skickades de till Stockholm där resultatet sammanställdes. Processen med att listor skickades in varade från att namninsamlingen började i november till den sista listan kom in i augusti året därpå.
Bryggerinäringen och andra aktörer som hade intressen av alkoholens fortsatta produktion gav inte mycket uppmärksamhet åt namninsamlingen då de inte trodde att rusdrycksförbudet hade särskilt stort folkligt stöd. På vissa håll förekom pamfletter som agiterade mot ett förbud men främst försökte bryggerinäringen komma med i dagstidningar vilket de inte lyckades med.

### Namninsamlingens formulering
Namninsamlingens listor innehöll två alternativ. Ett ja och ett nej som hade formulerats av Sveriges nykterhetssällskaps representantförsamling.

Jaet hade följande formulering: 
Vi undertecknande, svenska män och kvinnor, som inse den fara rusdryckerna utgöra för folkhälsan och samhällsutvecklingen, förklara oss härmed anse, att tiden nu är inne för påbörjandet av ett fullständigt och permanent rusdrycksförbuds genomförande i vårt land.
Nejet hade följande formulering: 
Undertecknade, som satts i tillfälle deltaga i denna opinionsyttring, få förklara att vi ej kunna ansluta oss till tanken om ett permanent rusdrycksförbud.
Här kan man speciellt notera skillnaden i formulering mellan ja "Vi undertecknande, svenska män och kvinnor..." och nej "Undertecknade [...], som satts i tillfälle att deltaga i denna opinionsundersökning...". Formuleringen var, liksom "omröstningen" som helhet, åsiktsstyrd.

### Opinionsyttringar från signatärer
Namninsamlingen samlade även in varför signatärer tyckte som de gjorde.

Vissa som hade ställt sig positiva till förbudet undertecknade med följande meningar. 
Kontraktsprosten O. V. Redelius i Hallingeberg: »Nykterhet är en god sak. Var och en har frihet och rättighet att vara nykter samt är pliktig därtill. Försummar någon denna sin plikt och blir onykter, blir han straffvärd och får icke befria sig själv från ansvaret och kasta det på någon annan. Gott är att öva sig i nykterhet. Därvid bör ihågkommas att lekamlig övning är föga till nytta, men gudaktighet är nyttig till allt, också till nykterhet såsom den säkraste grunden till uthållig nykterhet. Men skulle någons hjärta vara orent eller orättfärdigt, så blir för honom yttre nykterhet blott en skyddande förklädnad för lasten. Detta är min praktiska nykterhet.» 
Komministern F. W. Falk i Tumberg (Älvsborgs län): »Först efter fullständig utredning beträffande det allmännas frigörande från de medel, som härflyta från från rusdryckshanteringen utan att det allmännas eller enskildas ekonomiska väl äventyras - först då finner jag mig oförhindrad med min röst bidraga till att de må läggas i kommunernas händer att besluta rörande rusdrycksförbud eller icke.»
Lantbrukare Malmros med fru i Gladsax (Kristianstads län) uttalat sig för förbud, den förre dock med villkor av lång övergångstid och hustrun »med villkor om militärens bibehållande».
Vissa som ställde sig negativa till ett förbud undertecknade med följande meningar. 
Pastorn Pontus Leander i Lekvattnet (Värmlands län) »Ehuru jag sökt sätta mig in i den mycket svåra fråga som här föreligger, förstår jag dock ej nog för att kunna härutinnan uttala mig, men uttalar däremot min djupaste sorg över det av av spritdryckerna åstadkomma eländet och min hjärtliga önskan, att så många som möjligt må i likhet med mig själv avhålla sig från rusdryckernas bruk.»
Godsägaren Torsten H. Lundgren i Västra Tunhem (Älvsborgs län): »Med hänsyn till de förhållanden, som ett rusdrycksförbud komme att medföra, anser jag detsamma ej utförbart, oaktat jag inser vilken stor betydelse det är för ett folk att vara fullt fritt från rusdryckernas skadliga inverkan.»
Handlaren A. Lundgren i Stora Mellby (Älvsborgs län) »Åstadkom först allmänt kaffeförbud, vilket, som jag tror, skulle gagna nationen lika mycket som ett rusdrycksförbud och kanske mera både ekonomiskt och i andra hänseenden.»

## Resultat
1 884 298 svenska män och kvinnor över 18 år ställde sig positiva till rusdrycksförbudet under omröstningen. Detta motsvarade cirka 55,6 % av Sveriges vuxna befolkning (notera dock att kvinnor inte beviljades allmän rösträtt förrän 1921 i Sverige) och 99 % av de röstande (16 851 "röstade" emot).

### Resultat i tabellform[4]
| Län                    | a. Jaröstandes hela antal | b. Hela invånareantalet | c. De röstberättigades (över 18 år) antal beräknat | d. Förhållandet mellan a och c uttryckt i % |
| ---------------------- | ------------------------- | ----------------------- | -------------------------------------------------- | ------------------------------------------- |
| Stockholms stad        | 95 485                    | 339 582                 | 211 891                                            | 45,1                                        |
| Stockholms län         | 77 108                    | 213 545                 | 133 488                                            | 57,7                                        |
| Uppsala län            | 54 021                    | 126 334                 | 78 877                                             | 68,5                                        |
| Södermanlands län      | 66 494                    | 173 207                 | 108 438                                            | 61,2                                        |
| Östergötlands län      | 113 028                   | 289 876                 | 180 723                                            | 62,5                                        |
| Jönköpings län         | 107 332                   | 211 377                 | 132 104                                            | 81,3                                        |
| Kronobergs län         | 42 451                    | 187 801                 | 98 381                                             | 43,2                                        |
| Kalmar län             | 78 014                    | 227 752                 | 140 256                                            | 55,6                                        |
| Gotlands län           | 18 418                    | 54 138                  | 34 136                                             | 53,9                                        |
| Blekinge län           | 38 047                    | 148 746                 | 92 733                                             | 41,0                                        |
| Kristianstads län      | 57 939                    | 224 596                 | 140 722                                            | 41,2                                        |
| Malmöhus län           | 86 741                    | 447 274                 | 278 960                                            | 31,1                                        |
| Hallands län           | 33 883                    | 146 296                 | 91 254                                             | 37,1                                        |
| Göteborgs o. Bohus län | 89 745                    | 372 004                 | 232 193                                            | 38,7                                        |
| Älvsborgs län          | 87 302                    | 284 860                 | 177 665                                            | 54,9                                        |
| Skaraborgs län         | 87 302                    | 239 865                 | 149 767                                            | 58,4                                        |
| Värmlands län          | 111 618                   | 258 220                 | 151 147                                            | 69,3                                        |
| Örebro län             | 90 493                    | 204 711                 | 127 971                                            | 70,8                                        |
| Västmanlands län       | 63 026                    | 150 476                 | 93 846                                             | 67,2                                        |
| Kopparbergs län        | 104 144                   | 231 109                 | 144 338                                            | 72,2                                        |
| Gävleborgs län         | 107 826                   | 251 015                 | 156 679                                            | 68,8                                        |
| Västernorrlands län    | 95 316                    | 246 893                 | 154 124                                            | 61,8                                        |
| Jämtlands län          | 52 027                    | 115 755                 | 72 317                                             | 71,9                                        |
| Västerbottens län      | 63 905                    | 158 057                 | 98 575                                             | 64,8                                        |
| Norrbottens län        | 52 369                    | 156 111                 | 19 413                                             | 53,6                                        |
| Hela riket             | 1 884 337                 | 5 429 600               | 3 387 924                                          | 55,6                                        |
| därav å landsbygden    | 1 440 151                 | 4 107 440               | 2 562 896                                          | 56,2                                        |
| i städerna             | 444 186                   | 1 3222 160              | 825 028                                            | 53,7                                        |

## Följder
Det positiva resultatet av "folkomröstningen" 1909 i kombination med det framgångsrika partiella rusdrycksförbudet i augusti samma år, stärkte nykterhetsrörelsen sak om att svenska folket ville ha ett allmänt rusdrycksförbud. Detta satte hårdare krav på de politiska partiet att agera i frågan. Socialdemokraterna införde kravet på rusdrycksförbud 1911 i sitt partiprogram och ett flertal medlemmar argumenterade att "folkomröstningen" visade att svenska folket ville ha ett förbud och därför borde socialdemokraterna införa ett förbud.